# CRAN
CRAN, Comprehensive R Archive Network – źródło dokumentacji oraz pakietów do języka R; Funkcjonuje jako sieć serwerów FTP i WWW na całym świecie, które przechowują identyczne kopie lustrzane aktualnej wersji kodu języka R i plików binarnych, pakietów rozszerzeń (bibliotek) i dokumentacji dla tego języka.